# Ganolepis
Ganolepis is een geslacht van uitgestorven straalvinnige beenvissen, behorend tot de Actinopterygii. Het leefde in het Vroeg-Perm (ongeveer 298 - 295 miljoen jaar geleden) en zijn fossiele overblijfselen zijn gevonden in Rusland.

## Naamgeving
De typesoort Ganolepis gracilis werd voor het eerst beschreven in 1893 door Arthur Smith Woodward op basis van fossiele overblijfselen gevonden in Siberië, in bodems die waarschijnlijk teruggaan tot het Vroeg-Perm, maar door sommige auteurs worden verwezen naar het Carboon.

## Beschrijving
Deze vis was erg klein van formaat, zelden meer dan zeven centimeter lang. Hij bezat een slank en langwerpig lichaam, een groot en langwerpig hoofd en een ronde snuit; de ogen waren groot. De rugvin was driehoekig maar met een stompe punt, gelegen in de achterste helft van het lichaam. De anaalvin stond bijna recht tegenover de rugvin, zij het iets verder naar achteren. De borstvinnen en buikvinnen waren klein. De staartvin was heterocercaal, met de bovenkwab meer ontwikkeld. De schubben waren vierkant van vorm, in regelmatige rijen gerangschikt en bedekt met een laag ganoine (zoals de naam Ganolepis aangeeft).

## Fylogenie
Het is niet duidelijk tot welke groep actinopterygiide vissen Ganolepis behoorde: meestal beschouwd als een paleonisciform, wordt Ganolepis van tijd tot tijd toegeschreven aan de families Palaeoniscidae, Rhadinichthyidae en Elonichthyidae, maar dezelfde groep paleonisciformes wordt momenteel als parafyletisch beschouwd.

## Paleo-ecologie
Ganolepis moet een redelijk behendig klein roofdier zijn geweest.